# Thyrinteina unicornis
Thyrinteina unicornis är en fjärilsart som beskrevs av Frederick H. Rindge 1961. Thyrinteina unicornis ingår i släktet Thyrinteina och familjen mätare. Inga underarter finns listade i Catalogue of Life.